# Laaser Spitze

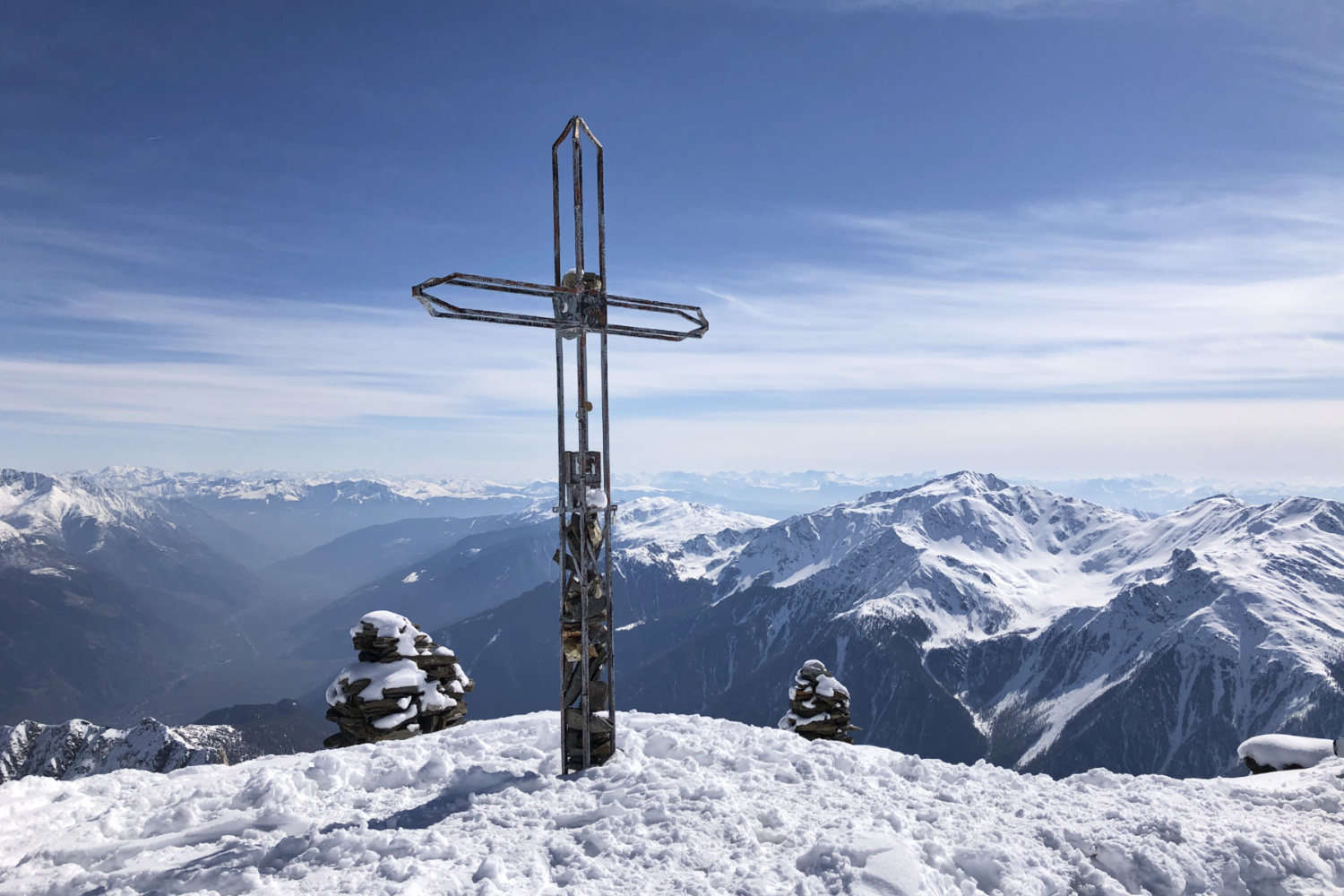

 Die Laaser Spitze oder Orgelspitze ist ein 3305 m s.l.m. (italienische Vermessung, nach der deutsch-österreichischen Vermessung nur 3304 m ü. A.) hoher Berg in den Ortler-Alpen in Südtirol. Sie erhebt sich in der Untergruppe der Laaser Berge südseitig über dem Vinschgau zwischen Laaser und Martelltal und ist im Nationalpark Stilfserjoch unter Schutz gestellt. Nördlich unterhalb im Etschtal liegen Schlanders und das namensgebende Laas.
Ein Verbindungsgrat (Schwarze Wand) führt nördlich zur aus dem weißen Laaser Marmor aufgebauten Jennwand (2.962 m). Nordöstlich erstreckt sich ein Kamm zur Weißwand (2.778 m), deren Gipfel ebenfalls marmorhaltig ist. Der Südwestgrat bringt die Verbindung zur Schluderspitze (3.230 m) und enthält die Schluderscharte (2.987 m), die einzige Verbindung des Martelltals zum Laaser Tal.
Der heute üblichere Bergname Laaser Spitze mit der Bezugnahme auf das unter dem Berg liegende Dorf Laas scheint jüngeren Datums zu sein. Der Ursprung des Namens Orgelspitze, offenkundig kein Verweis auf eine Orgel, ist unklar. Vermutet wurde etwa ein Bezug zu Norggen, Tiroler Sagengestalten. Eine andere Theorie erklärt den Namen über die indogermanische Wurzel *areq mit der Bedeutung „abgeschlossenes, abgelegenes Gebiet“.
Seit alters her erstiegen, erfolgte die erste bekannte Besteigung 1855 durch J. Feuerstein. 1882 gelang Emil und Otto Zsigmondy und M. Wachter eine erste Besteigung über den Nordostgrat.
Die heute übliche Route zum Gipfel beginnt am Stallwieshof im Martelltal (1930 m) und führt im oberen Bereich über Blockwerk und Felsplatten. Am gletscherfreien Berg liegt die Baumgrenze sehr hoch, Bäume stehen vereinzelt bis fast 2500 m.